# Wappen Guams

Wappen Guams

Das Wappen Guams ist seit dem 4. August 1917 in Gebrauch und wurde 1930 offiziell bestätigt. Es zeigt eine Ansicht des Aganaflusses bei der Hauptstadt Hagåtña.

## Beschreibung

Flagge Guams

Der Umriss des Wappens ist der eines Schleuder-Steines, der von den Chamorro früher als Waffe und Jagdutensil verwendet wurde.
Es zeigt einen Kokosnussbaum, der auch in unfruchtbaren Gefilden – im Sand am Strand – wächst und somit die Bevölkerung Guams symbolisiert, die unter allen Umständen überlebt und wächst. Sie überlebte Genozide, Naturkatastrophen und Hungersnöte. Gleichzeitig steht der Baum dafür, dass sich das Volk Guams selber ernähren kann – nicht zuletzt dank der Kokosnüsse.
Hinter der Palme sieht man auf dem Wasser eine fliegende Proa. Dieses Schiff der Urbevölkerung Guams war mit dem notwendigen Geschick ein schnelles und agiles Boot. Damit konnten die Chamorros Handel mit weit entfernten Inseln treiben. Dies symbolisiert die Freiheit und den Mut der damaligen Bewohner, furchtlos über das Meer zu fahren.
Vor dem Schiff ist der Fluss Agana zu sehen, der den gleichen Namen wie die Hauptstadt Guams, Hagåtña, auf Spanisch trägt. Dieser Fluss, der in ständigem Austausch mit dem Meer steht, ist ein Symbol für den Willen der Einwohner Guams, die Ressourcen ihres Landes miteinander zu teilen.
Der rote Rand des Wappens stellt das Blut dar, das Einwohner Guams während des Zweiten Weltkriegs und der Zeit der spanischen Besetzung vergossen haben.
Das Wappen ist auch auf der Flagge Guams abgebildet.